# UGC 9618
Arp 302 (APG 302) è una coppia di galassie interagenti situata in direzione della costellazione del Boote alla distanza di 347 milioni di anni luce dalla Terra.
Catalogata nell'Atlas of Peculiar Galaxies redatto dal Halton Arp nel 1966, per il suo aspetto particolare è soprannominta Galassia Punto Esclamativo (Exclamation Point Galaxy).
È formata da due galassie spirali, la UGC 9618 N (da Nord) vista di taglio (edge-on) e la UGC 9618 S (da Sud) vista di faccia (face-on).
Le due galassie sono particolarmente ricche di gas e sono colte nello stadio iniziale dell'interazione. Dal gas viene sprigionata un'enorme quantità di radiazione infrarossa a causa della massiccia attività di formazione stellare. Questo tipo di galassie sono infatti del tipo galassia luminosa all'infrarosso (o LIRG).
Il 20 gennaio 2012 nella galassia UGC 9618 S è stata individuata una supernova di tipo Ia catalogata come SN 2012M.

## Galleria d'immagini
- Arp 302 (video NASA)

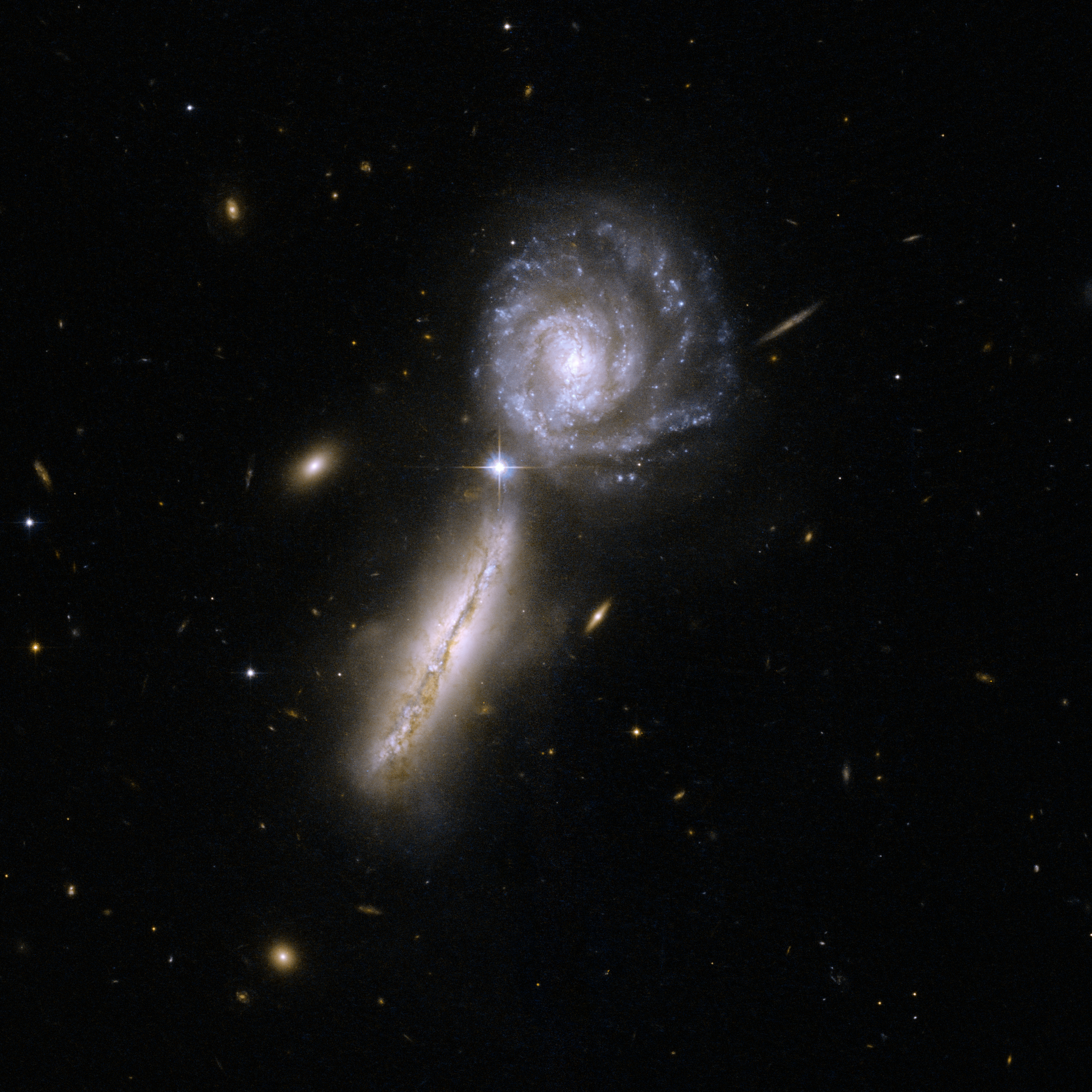
Arp 302 (Telescopio spaziale Hubble)
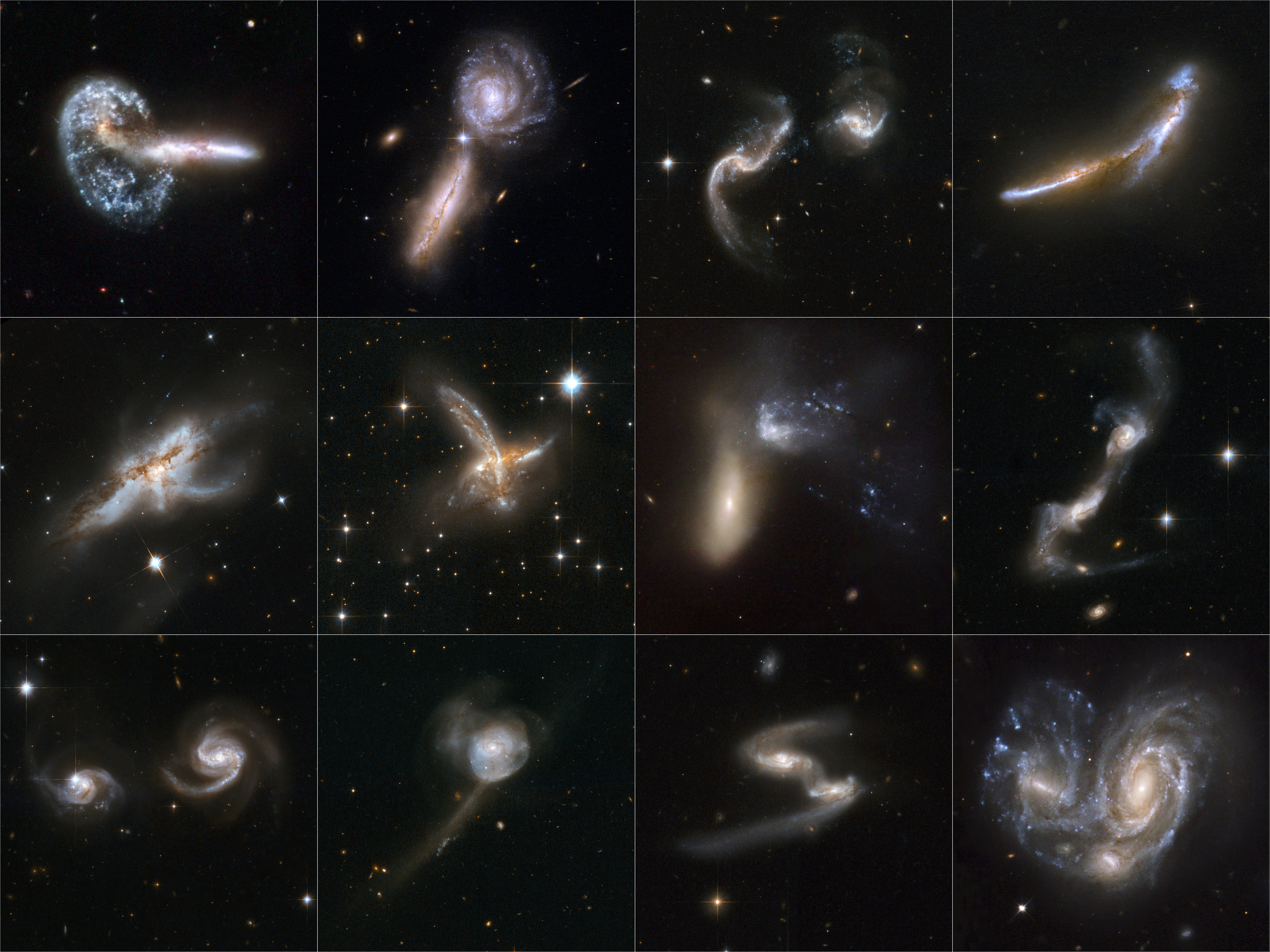
Varie galassie interagenti (Telescopio spaziale Hubble)